# Bulbul merle
Hypsipetes crassirostris
Espèce
Statut de conservation UICN

 LC  : Préoccupation mineure
Le Bulbul merle (Hypsipetes crassirostris) est une espèce endémique des Seychelles.
Cet oiseau est endémique des Seychelles.

## Alimentation
Cet oiseau est omnivore.

## Nidification
Il construit un nid ovoïde et pond deux œufs par saison.